# 王明荣
王明荣（1956年11月30日—），安徽利辛人，中共党员，中国医学科学院肿瘤医院研究员、北京协和医学院博士生导师。

## 生平
1982年毕业于安徽师范大学生物系，1988年于皖南医学院获硕士学位，1993年于法国克莱蒙费朗第一大学获博士学位。曾先后在法国巴黎第五大学、克莱蒙费朗第一大学医学院做访问研究。1995年调至中国医学科学院工作。

## 学术贡献
主要从事肿瘤分子生物学和肿瘤遗传学研究工作。主持国家杰出青年科学基金、国家自然科学基金重点项目等科研项目多项，发表论文60余篇。

## 奖项
- 2002年，获北京市科学技术二等奖（第一完成人）
- 2008年，获北京市科学技术三等奖（第一完成人）
- 2008年，获教育部自然科学二等奖（第一完成人）[3]
- 2013年，获中华医学科技二等奖（第一完成人）
- 2013年，获国家科技进步一等奖（第四完成人）[4]

## 社会兼职
中国遗传学会常务理事、副秘书长，中华医学会医学遗传学分会常务委员，中国抗癌协会肿瘤病因学专业委员会常务委员。《癌变畸变突变》和《国际遗传学杂志》杂志副主编。